# Indigofera coronillifolia
Indigofera coronillifolia är en ärtväxtart som beskrevs av George Bentham. Indigofera coronillifolia ingår i släktet indigosläktet, och familjen ärtväxter. Inga underarter finns listade i Catalogue of Life.